# Borzysław (Tychowo)
Borzysław (deutsch Burzlaff) ist ein Dorf in der polnischen Woiwodschaft Westpommern. Es gehört zur Gmina Tychowo (Groß Tychow) im Powiat Białogardzki.

## Geographische Lage
Borzysław liegt 18 Kilometer südöstlich von Białogard an der Woiwodschaftsstraße 169 Byszyno (Beustrin – Tychowo – Głodowa (Goldbeck)). Nächste Bahnstationen sind Tychowo (3 km) oder Podborsko (Kiefheide, 2 km) an der Bahnstrecke Szczecinek–Kołobrzeg. Am östlichen Ortsrand fließt die Liśnica (Leitznitz), ein Nebenfluss der Pąrseta (Persante).

## Ortsgeschichte
Durch einen Urnenfund im Jahre 1918 auf dem Burzlaffer Kirchhof kann für den Ort die frühe Besiedlung in vorrömischer Zeit um 400 bis 100 v. Chr. nachgewiesen werden.
Im 13. Jahrhundert wird das Rittergut Burizlaf genannt, das sich im Eigentum der Familie von Versen befindet. Es blieb im Besitz dieser Familie bis 1945 mit seinem letzten Eigentümer Friedrich von Versen.
Im Jahre 1865 lebten 409 Einwohner in Burzlaff. Damals gab es im Ort 36 Wohnhäuser, ein Gutshaus, ein Schulgebäude, 33 Wirtschaftsgebäude, eine Fabrik, einen Ziegelofen, eine Ziegelscheune und zwei Mühlen.
Im Jahre 1939 lebten in der 1393,4 Hektar großen Gemeinde 309 Einwohner, von denen 207 in der Land- und Forstwirtschaft, 41 in Industrie und Handwerk und 27 in Handel und Verkehr arbeiteten. Es gab im Dorf eine Schneiderei, eine Schuhmacherei und ein Baugeschäft sowie einen Gasthof mit Saalbetrieb und Kolonialwarenhandel. Letzter Bürgermeister vor 1945 war Wilhelm Roggenbuck. Der Ort lag im Amtsgerichtsbereich Belgard, und die polizeilichen Aufgaben oblagen Oberlandjäger Riedel aus Groß Tychow. Das zuständiger Standesamt war in Groß Tychow.
Anfang März 1945 wurde Burzlaff von sowjetischen Truppen besetzt. Es kam zu Erschießungen und Verschleppungen. Burzlaff wurde unter polnische  Verwaltung gestellt, und noch  im gleichen Jahr  begann die Vertreibung der ansässigen Bevölkerung.  Unter dem Namen Borzysław wurde die Ortschaft Teil der Gmina Tychowo im Powiat Białogardzki.

## Amt Burzlaff
Mit dem Ort Mandelatz (heute polnisch: Modrolas) bildete Burzlaff einen eigenen Amtsbezirk im Landkreis Belgard (Persante).

## Kirche
Burzlaff hatte keine eigene Kirche. Kirchdorf war Groß Tychow im Kirchenkreis Belgard in der Kirchenprovinz Pommern der evangelischen Kirche der Altpreußischen Union.  Das Burzlaffer Kirchenpatronat hatte zuletzt Rittergutsbesitzer Friedrich von Versen inne, und letzter deutscher Geistlicher war Pfarrer Werner Braun. Heute liegt Borzysław im Kirchspiel Koszalin (Köslin) in der Diözese Pommern-Großpolen der polnischen Evangelisch-Augsburgischen Kirche.
Bereits vor 1865 bestand eine einklassige Volksschule.

## Stallstein-Sage
Burzlaff wurde durch den sogenannten Stallstein berühmt. Bis 1945 war er auf dem – heute zerstörten – Friedhof zu sehen. Der Teufel soll diesen Felsbrocken auf den Bau der Kirche in Groß Tychow geschleudert, aber sein Ziel verfehlt haben. Nach dem Zweiten Weltkrieg wurde der Stallstein in eine Scheune verbracht.